# Chorisoneura colorata
Chorisoneura colorata är en kackerlacksart som beskrevs av Morgan Hebard 1929. Chorisoneura colorata ingår i släktet Chorisoneura och familjen småkackerlackor.
Artens utbredningsområde är Colombia. Inga underarter finns listade i Catalogue of Life.